# Slaget vid Møn (1657)
Slaget vid Møn, även stavat Møen stod mellan Danmark och Sverige 1657. Ganska många fartyg deltog, men striden bedrevs inte särskilt intensivt. 

## Bakgrund
Efter den danska krigsförklaringen i början av juni, hade den svenska huvudflottan rustats och den 27 augusti gick man till sjöss. Den 12 september slörade svenska flottan förbi Bornholm. Den danska flottan var samtidigt i mycket gott skick då underhållet hade prioriterats. Halva danska flottan under amiral Bielke kryssade mellan Møn och Bornholm då man plötsligt siktade svenskarna.

## Slaget
Efter att ha gjort klart skepp vid fyratiden på eftermiddagen seglade amiral Bielkenstierna sitt chefsfartyg Draken (66 kanoner), mot danska linjeskeppet Fredericus Tertius (60), efter att först ha beskjutit det från distans. De enda svenska skepp som följde efter var Amarant (42) och Mars (38). Den välriktade svenska kanonelden från de tre skeppen räckte inte till för att komma inom avstånd för äntring, då danska motståndet var för starkt och övriga svenska skepp höll sig undan. Efter en kraftig försvarande kanonsalva från Fredericus Tertius lämnade danskarna under amiral Bielke området och seglade mot Öresund dels på grund av färre fartyg under pågående striden och dels på grund av väntade förstärkningar. 
Sent på kvällen kom elva danska örlogsfartyg under amiral Niels Juel som förstärkning till den danska styrkan, som nu var större än den svenska.
Dagen därpå började båda parter manövrera för att komma i gynnsamt läge. På eftermiddagen hade Bielkenstierna med Draken kommit i lovart om danskarna och anföll det danska amiralsskeppet Trefoldighed (66). Återigen var de svenska skeppen Mars och Amarant med i attacken, men då danske amiralen Bielke snabbt fick hjälp av andra skepp bröt en häftig strid ut.
Draken träffades i mesanmasten och måste med kraftigt begränsad manöverförmåga dra sig ur striden. De danska skeppen Fredericus Tertius och Elefanten var skadade bland annat i däck, skrov och rigg. De vek av mot Falsterborev och försvann i kvällningen följda av övriga danska flottan.
Då hade flottorna slagits från klockan åtta på morgonen till sju på kvällen utan att en enda äntring företagits, eller att ett enda skepp sänkts eller blivit så skadat att det mist manöverförmågan.
En av de svenska officerare som deltog i slaget var Asien-resenären och författaren Nils Matsson Kiöping.

## Följder
Bielkenstierna hade vid upprepade tillfällen under de två dagarna sänt order till sina fartygschefer att ingripa i striderna, med mycket litet resultat. Diskussioner fördes efteråt om åtgärder mot de befälhavare som inte attackerat, men diskussionerna rann ut i sanden.
På dansk sida angavs 150 döda under striderna, och svenskarnas förluster angavs till cirka 40 man.
Danskarna återgick efter slaget till Gedser för att reparera, medan svenskarna av samma skäl gick till Wismar.
Många svenskar räknade slaget som en seger, men de svenska kaptenernas agerande kostade Sverige herraväldet över det vatten som måste passeras för att armén skulle kunna gå mot Köpenhamn,  och kung Karl X Gustav var missnöjd över den förlorade möjligheten att krossa danska flottan.